# Pelsaert Group
Pelsaert Group est un archipel de l'Australie-Occidentale.
Il s'agit du groupe d'îles le plus au sud des trois groupes composant l' archipel des Houtman Abrolhos.

## Description
Il se compose d'un certain nombre d'îles, dont les plus grandes sont Gun Island, Middle Island et Pelsaert Island. Le groupe doit son nom à François Pelsaert, un « opperkoopman » hollandais qui s'est échoué à proximité avec le navire VOC Batavia en 1629. Le groupe contient les récifs coralliens les plus au sud de l'océan Indien. Il fait partie de la zone importante pour la conservation des oiseaux de Houtman Abrolhos, identifiée comme telle par BirdLife International en raison de son importance pour le soutien d'un grand nombre d'oiseaux de mer nicheurs.

## Histoire
De nombreux navires ont fait naufrage dans le Pelsaert Group. L'épave la plus notable est celle du Zeewijk (en), qui a fait naufrage sur le récif Half Moon en 1727, les survivants étant restés sur Gun Island pendant un certain temps après. D'autres épaves incluent l' Ocean Queen, qui a fait naufrage sur le récif Half Moon en 1842 ; le Ben Ledi, qui a fait naufrage au large de l'île Pelsaert en 1879 ; et le Windsor, qui a sombré sur le récif Half Moon en 1908.